# Garre jezik
Garre jezik (af-garre; ISO 639-3: gex), jezik plemena Garre iz Somalije, 57 500 govornika (2006), ali možda nekoliko stotina tisuća etničkih. Mnogi Garre danas govore drugim jezicima, a u Somaliji i jezikom maay [ymm] kao prvim jezikom.
Pripada somalskoj podskupini istočnokušitskih jezika. Srodan je jeziku boni ili aweer

## Vanjske poveznice
- Ethnologue (14th)
- Ethnologue (15th)